# (7179) Gassendi
(7179) Gassendi est un astéroïde de la ceinture principale.

## Description
(7179) Gassendi est un astéroïde de la ceinture principale. Il fut découvert le 8 avril 1991 à La Silla par Eric Walter Elst. Il présente une orbite caractérisée par un demi-grand axe de 2,94 UA, une excentricité de 0,13 et une inclinaison de 1,1° par rapport à l'écliptique.

## Compléments